# Piatra-Olt
Piatra-Olt is een stad (oraș) in het Roemeense district Olt. De stad telt 6145 inwoners (2007).
Stad met gemeentestatus: Slatina · Caracal

Steden zonder gemeentestatus: Balș · Corabia · Drăgănești-Olt · Piatra-Olt · Potcoava · Scornicești